# ستيفاني جاربر
ستيفاني جاربر (بالإنجليزية: Stephanie Garber) هي مؤلفة وروائية أمريكية لروايات الشباب البالغين اشتهرت بسلسلة كارافال .

## مهنتها الكتابية
كانت جاربر مديرة سكن كلية عندما بدأت الكتابة في أوقات فراغها. كتبت العديد من الروايات وتلقت العديد من الرفض حولها حتى كتابها الرابع، أوبرا الفضاء (space opera) ،الذي جلب اهتمام وكيل أدبي . عندما فشل كتاب أوبرا الفضاء في البيع، كتبت جاربر كارافال (Caraval) .   صرحت جاربر بأنها لم تكن تنوي أن يكون كارافال اول رواية في سلسلة أو أن يكون قصة رومانسية عندما بدأت في كتابته.  الجزئين , أسطوري  وخاتمة,  أكملو ثلاثية كارافال.
تلقت كتبها استقبال نقدي مختلط. تلقى كارافال مراجعة مميزة بنجمة من الناشرون أسبوعيا ، والتي نصت على أن "الشخصيات مثيرة للاهتمام والمكان خيالي وكتابة مثيرة للذكريات تتحد لتخلق قصة مذهلة عن الحب والفقدان والتضحية والأمل"،  بينما كتبت كايتلين باكسون من NPR أن "في النهاية، تنتهي رسالة كارافال بكونها مشوشة." كانت رواية كارفال  في قائمة الكتب الأكثر مبيعًا في صحيفة نيويورك تايمز لمدة خمسة عشر أسبوعًا،  ووصلت إلى المركز الثاني  تم اختيار حقوق الفيلم لـ كارافال (Caraval) بواسطة Twentieth Century Fox . 
كان كتاب أسطوري Legendary مدرجُا في قائمة New York Times الأكثر مبيعًا لمدة ثمانية أسابيع، وتصدر القائمة بالمرتبة الأولى  تقييمات كيركوس انتقدت "الحبكة الضعيفة وانثر الالترافيوليت" في الأسطوري ولكنها أشادت به بقولها " عرض قوة خيالية".  كتبت School Library Journal : "على الرغم من أن الجزء الثاني لا يقف بمفرده - سيحتاج القراء إلى التعرف على الشخصيات والأحداث وبناء العالم في الكتاب السابق لفهم هذا الكتاب وتقديره بشكل كامل - سيسعد المعجبون بقضاء المزيد من الوقت مع تيلا ودانتي وسكارليت، والانغماس مرة أخرى في عالم جاربر السحري". 
الكتاب الثالث في ثلاثية كارافال ، خاتمة ، تمت مراجعته بواسطة كيركوس على أنه "مكتوب بشكل زائد ، مع بناء عالم مريح للغاية الذي يكافح تقريبًا بقدر النثر المفرط بالتكلف والحبكة المعقدة". 
رواية جاربر ذات مرة على قلب مكسور (Once Upon A Broken Heart)،  نُشرت في 28 سبتمبر 2021.  تقييمات كيركوس كتبت أنها "قصة مكتوبة بشكل خصب وقلب مثير للاهتمام".  أشادت مجلة Publishers Weekly ببناء العالم الخاص في جاربر. 
ظلت "قصة نهاية لم تكن ابدُا(The Ballad of Never After) " في قائمة الكتب الأكثر مبيعًا في صحيفة نيويورك تايمز لمدة 16 أسبوعًا.  تقييمات كيركوس كتبت أنه "تسليم مخيب للآمال في الجزء الثاني الذي كان يحتمل كونه مثيرٌا." 

## أعمال

### ثلاثية كارافال (Caraval)
1. كارافال . كتب فلاتيرون ، 2017. [21] [22] [23] [24] رقم ISBN 9781250095268
2. أسطوري . كتب فلاتيرون، 2018. [25] [26] [27](ردمك 9781250095329)رقم ISBN 9781250095329
3. خاتمة . كتب فلاتيرون، 2019. [28](ردمك 9781250157683)رقم ISBN 9781250157683

- مُذهِل . (رواية قصيرة)، كتب فلاتيرون، 2024 (رسوم روزي ثورنز)

### ثلاثية ذات مرة على قلب مكسور (Once Upon a Broken Heart)
تدور أحداث هذه الملحمة في نفس عالم ثلاثية سلسلة Caraval.
1. ذات مرة على قلب مكسور . كتب فلاتيرون، 2021. [29] [30](ردمك 9781250898326)رقم ISBN 9781250898326
2. قصة نهاية لم تكن ابدُا . كتب فلاتيرون، 2022. [31](ردمك 9781250268426)رقم ISBN 9781250268426
3. لعنة للحب الحقيقي . كتب فلاتيرون (صدرت في 24 أكتوبر 2023)(ردمك 9781250908452)

## مزيد من القراءة
- بيرشر، كاتي. مراجعة كارافال. كتاب القرن . مارس-أبريل 2017. ص. 88.
- "ستيفاني جاربر." المؤلفون المعاصرون . عبر غيل الأدب.

## روابط خارجية
- الموقع الرسمي